# Tolna Megyei Szent László Szakképző Iskola és Kollégium
A Tolna megyei Önkormányzat Szent László Szakképző Iskolája és Kollégiuma (TISZK) hivatalosan Tolna vármegye legfiatalabb szakképző iskolája, egyes részei azonban hosszú múltra tekinthetnek vissza.
A megyei közgyűlés 2007. július 31-ével alapította négy korábbi oktató intézmény:
- Ady Endre Középiskola,
- Hunyadi Mátyás Középiskola,
- Dr. Kelemen Endre Középiskola,
- Bezerédj Pál Általános Iskola

jogutódjaként. Központja Szekszárd belvárosában van (7100 Széchenyi u. 2-14.) Az új intézmény első igazgatója Gerzsei Péter lett.
A középiskolának két szakképző tagintézménye van:
- vendéglátó (7100 Szekszárd, Hunyadi u. 7.) és
- egészségügyi-szociális (7100 Szekszárd, Kecskés Ferenc u. 8-10.)

Kollégiuma az Augusz Imre u. 15-ben áll.

## A főépület (Ady Endre Középiskola) története
A Széchenyi utca sarkán álló épületet a ház falán elhelyezett emléktábla tanúsága szerint 1910-ben építette Komjáthy Sándor tervei alapján Berényi Ignác leányiskolának (a lányokat 1891-től 1910-ig a Polgári Fiúiskola épületében tanították). 1944-ben ideiglenesen itt helyezték el a Garay Gimnázium néhány osztályát is, mert a gimnázium tantermeiben ideiglenes hadikórházat alakítottak ki. A háború után ipari szakmunkásképző intézet volt, a szakmunkásképzést 1993-ban gimnáziumi képzéssel egészítették ki.
Nevesebb diákjai:
- Ács Klára grafológus,
- Mattioni Eszter festőművész.